# أولاد امبارك (المنزه)
أولاد امبارك هي إحدى مشيخات المملكة المغربية، تتبع جغرافيا لعمالة الصخيرات تمارة وإداريًا لالمنزه. يقدر عدد سكانها بـ 25971 نسمة حسب الإحصاء الرسمي للسكان والسكنى لسنة 2004.